# Eleanor Mildred Sidgwick

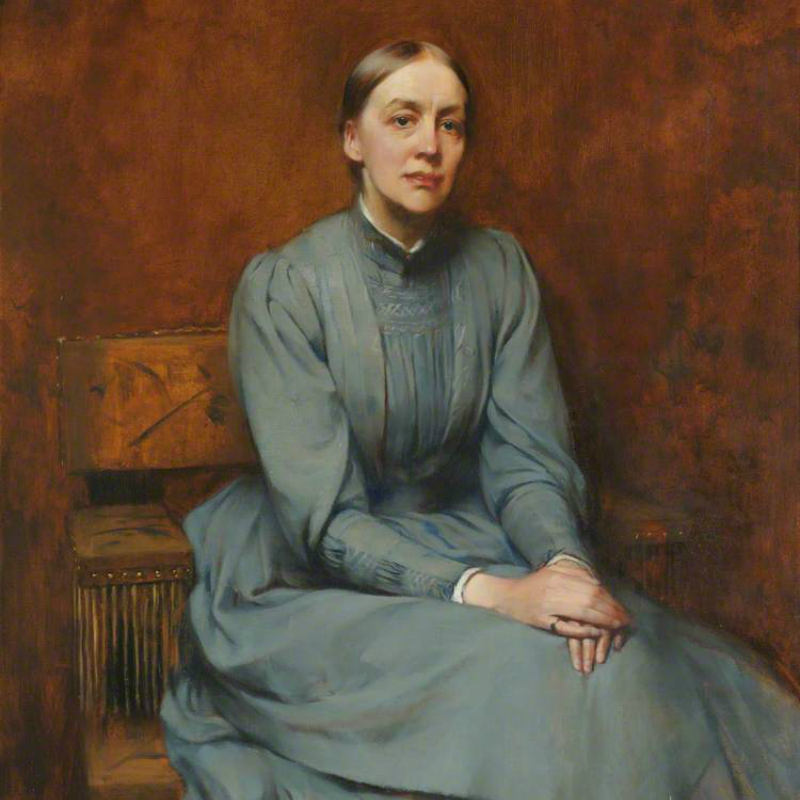
Eleanor Mildred Sidgwick

Eleanor Mildred Sidgwick, genannt Nora, geborene Balfour, (* 11. März 1845 in East Lothian; † 10. Februar 1936)  war eine britische Vorkämpferin für Frauenbildung und eine führende Persönlichkeit der Society for Psychical Research.
Sie war die Tochter von James Maitland Balfour und Blanche Harriet und Schwester von Arthur Balfour, dem späteren britischen Premierminister. Sidgwick erhielt Privatunterricht insbesondere in Mathematik, für die sie eine große Neigung zeigte. Sie studierte am Newnham College der University of Cambridge und heiratete 1876 Henry Sidgwick, der 1871 das Newnham College für Frauen gegründet hatte (das zweite College in Cambridge für Frauen nach Girton College) und mit dem sie sich für das Frauenstudium einsetzte. In der Zulassung zu Prüfungen waren sie dabei erfolgreich, in der Erteilung akademischer Grade nicht. 1880 wurde sie Vize-Prinzipal und nach dem Tod der Prinzipalin Anne Clough 1892 Prinzipalin des Newnham College, was sie bis 1910 blieb. Sie unterrichtete dort auch Mathematik. 1890 wurde sie in die Ladies Dining Society gewählt, die von Louise Creighton und Kathleen Lyttleton gegründet worden war und deren weitere Mitglieder unter anderen die Wirtschaftswissenschaftlerin Mary Paley Marshall, Margaret Verrall, die Schriftstellerin Mary Jane Ward, die ehemalige Newnham-Dozentin Ellen Wordsworth Darwin, Ida Darwin, Baronin Eliza von Hügel und die US-amerikanischen Prominenten Caroline Jebb und Maud Darwin waren. 1894 wurde sie Mitglied der staatlichen Bryce Commission für höhere Erziehung. 1916 zog sie von Cambridge in die Nähe von Woking, wo sie mit einem ihrer Brüder bis zu ihrem Tod lebte (ihr Mann war bereits 1900 gestorben).
Sidgwick war als Studentin an Experimenten von John William Strutt, 3. Baron Rayleigh, zur elektrischen Leitfähigkeit beteiligt. Strutt war ihr Schwager, Ehemann ihrer Schwester Evelyn Georgiana Mary Balfour. Ihre Neigung zur Experimentalphysik setzte sie als Präsidentin (ab 1908) der Society for Psychical Research fort (1882 von Henry Sidgwick gegründet), die paranormale Phänomene untersuchte. 1932 wurde sie Ehrenpräsidentin der Gesellschaft.